# Eois borratoides
Eois borratoides är en fjärilsart som beskrevs av Louis Beethoven Prout 1910. Eois borratoides ingår i släktet Eois och familjen mätare. Inga underarter finns listade i Catalogue of Life.